# Lew Arkadjewitsch Zelischtschew
Lew Arkadjewitsch Zelischtschew (russisch Лев Аркадьевич Целищев; * 16. April 1990 in Kyschtym) ist ein russischer Handballspieler.

## Karriere
Lew Zelischtschew lernte das Handballspielen bei Sungul Tscheljabinsk. Ab 2007 stand der 2,05 m große rechte Rückraumspieler im Kader der ersten Männermannschaft, die ab 2008 als Sungul Sneschinsk in der Super League antrat. Mit Sneschinsk nahm er am Europapokal der Pokalsieger, am EHF Challenge Cup und am EHF-Pokal teil. 2013 wechselte der Linkshänder zum Ligakonkurrenten Sarja Kaspija Astrachan, mit dem er erneut im EHF-Pokal auflief. 2016 unterschrieb er beim ukrainischen Erstligisten HK Motor Saporischschja, mit dem er 2017 und 2018 ukrainischer Meister und Pokalsieger wurde sowie an der EHF Champions League teilnahm. Ab 2018 spielte er für den russischen Verein Spartak Moskau, mit dem er zweimal in Folge am EHF-Pokal teilnahm. In der Saison 2020/21 stand er wieder bei Sarja Kaspija Astrachan unter Vertrag. Seit 2021 läuft er für GK Taganrog auf.
Mit der russischen Nationalmannschaft nahm Zelischtschew an der Europameisterschaft 2016 teil. Dort blieb er in sechs Einsätzen ohne Treffer.